# Charles Pettit

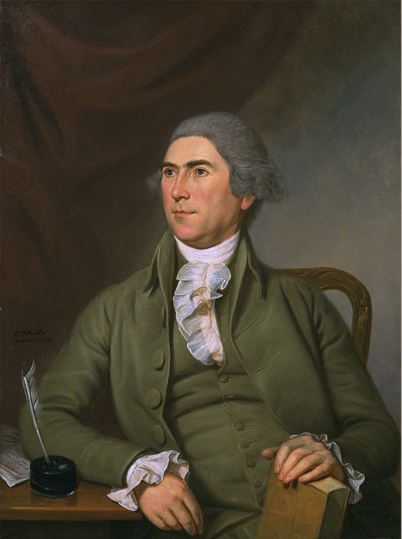
Charles Pettit (Gemälde von Charles Willson Peale)

Charles Pettit (* 1736 im Hunterdon County, Provinz New Jersey; † 3. September 1806 in Philadelphia, Pennsylvania) war ein US-amerikanischer Politiker. Zwischen 1785 und 1787 war er Delegierter für Pennsylvania im Kontinentalkongress.

## Werdegang
Charles Pettit, der Sohn eines reichen Kaufmanns aus Philadelphia, erhielt eine klassische Ausbildung. Er war zunächst im Eisenhandel tätig. Nach einem anschließenden Jurastudium und seiner 1770 erfolgten Zulassung als Rechtsanwalt begann er ab 1773 in diesem Beruf zu arbeiten. Ab 1767 war er auch auf lokaler Ebene im damals kolonialen New Jersey politisch tätig. Zwischen 1772 und 1774 war er Privatsekretär des Kolonialgouverneurs William Franklin. Er schloss sich der Revolutionsbewegung an und gab sein Amt als Privatsekretär Franklins auf. Bald darauf übernahm er diesen Posten erneut. Diesmal diente er unter dem ersten Gouverneur des Staates New Jersey, William Livingston. Im Jahr 1776 war er, wenn auch unter anderem Titel, praktisch Secretary of State von New Jersey. Zwischen 1778 und 1781 diente er während des Unabhängigkeitskrieges als Stabsoffizier in der Kontinentalarmee. Dabei bekleidete er als Oberst das Amt des Assistant Quartermaster-General. Nach anderen Angaben war er in diesem Zeitraum Stabsoffizier unter General Nathanael Greene.
Nach dem Krieg zog Charles Pettit nach Philadelphia, wo er ein erfolgreicher Importhändler wurde. Auch hier bekleidete er einige lokale Ämter. In den Jahren 1783 und 1784 saß er im Repräsentantenhaus von Pennsylvania und von 1785 bis 1787 vertrat er diesen Staat im Kontinentalkongress. Ab 1786 war er auch Kurator der University of Pennsylvania. Später wurde er Mitglied der von Thomas Jefferson gegründeten Demokratisch-Republikanischen Partei. Nach dem Inkrafttreten der neuen Bundesverfassung kandidierte er erfolglos für den Kongress. Später war er in der Versicherungsbranche tätig. Er war einer der ersten Direktoren und dann Präsident der Insurance Company of North America. Charles Pettit starb am 3. September 1806 in Philadelphia.